# نفرین پلنگ صورتی
نفرین پلنگ صورتی فیلمی کمدی، محصول سال ۱۹۸۳ است. این فیلم با کارگردانی و نویسندگی بلیک ادواردز هشتمین فیلم از سری پلنگ صورتی و اولین فیلم از این سری با بازی تد واس در نقش بازرس کلوزو می‌باشد.
نام این فیلم به ردپای_آبی شباهت دارد.
نفرین پلنگ صورتی ادامه‌ای بر مجموعه فیلم‌های پلنگ صورتی است که در اوایل دهه ۱۹۶۰ توسط بلیک ادواردز ساخته شد. این فیلم یکی از دو فیلمی بود که پس از مرگ پیتر سلرز، بازیگر اصلی این مجموعه، به‌طور هم‌زمان تولید شدند. در حالی که فیلم پیشین، رد پلنگ صورتی، از تصاویر استفاده‌نشدهٔ سلرز در نقش بازرس کلوزو بهره می‌برد و جوانا لاملی را در نقش خبرنگاری به نام ماری ژووه به کار گرفته بود، فیلم نفرین تلاشی بود برای آغاز دوبارهٔ مجموعه با بازی تد واس در نقش کلیفتون اسلِی، کارآگاه نالایق آمریکایی که مأمور یافتن بازرس کلوزوی ناپدیدشده شده است.
در پایان فیلم، راجر مور در یک نقش کوتاه ظاهر می‌شود — که در واقع خود کلوزو است. این آخرین حضور سینمایی دیوید نیون نیز به‌شمار می‌رود؛ او دو هفته پیش از اکران فیلم درگذشت. همچنین این فیلم ششمین حضور هربرت لوم در نقش بازرس ارشد شارل دریفوس است؛ او برای آخرین بار در فیلم پسر پلنگ صورتی (۱۹۹۳) این نقش را ایفا کرد. کاپوسین نیز برای سومین و آخرین بار در نقش سیمون ظاهر شد؛ او در سال ۱۹۹۰ درگذشت. فیلم همچنین شامل ششمین حضور شخصیت‌های خدمتکار کلوزو، کاتو (برت کووک) و گروهبان فرانسوا شوالیه (آندره ماران) است. این سه شخصیت نخستین بار در فیلم تیر در تاریکی (۱۹۶۴) معرفی شدند. این فیلم آخرین حضور شخصیت بازرس ژاک کلوزو در مجموعهٔ اصلی پلنگ صورتی است.
فیلم با شکست مواجه شد و نقدهای منفی بسیاری دریافت کرد.

## داستان
در لوگاش، الماس افسانه‌ای پلنگ صورتی دزدیده می‌شود. زنی مرموز که قصد خرید این گوهر گرانبها را دارد، در مورد قیمت آن با مردی گفت‌وگوی محرمانه دارد. در این میان، کلوزو — که پیش‌تر در جریان یک پرواز به‌طرز مرموزی ناپدید شده بود — وارد می‌شود. زن به مرد شلیک می‌کند و سپس اسلحه را به سوی کلوزو نشانه می‌گیرد. سرنوشت او در هاله‌ای از ابهام باقی می‌ماند. هم‌زمان، رئیس پیشین او، بازرس ارشد شارل دریفوس، تحت فشار قرار می‌گیرد تا بر عملیاتی به نام «پاراگون» نظارت کند و با استفاده از رایانهٔ ساختگی «آلدوس هاکسلی ۶۰۰» متعلق به اینترپل، بزرگ‌ترین کارآگاه جهان را برای حل پروندهٔ سرقت بیابد.
اما دریفوس که نمی‌خواهد هیچ‌گاه کلوزو را دوباره ببیند، رایانه را دستکاری می‌کند تا بدترین کارآگاه ممکن را انتخاب کند. نتیجه این می‌شود که گروهبان کلیفتون اسلی، افسر ناشی اداره پلیس نیویورک، انتخاب می‌شود.
اسلی این پرونده را فرصتی برای اثبات خود می‌بیند. اما دریفوس و دستیار رنج‌کشیده‌اش، گروهبان فرانسوا دووال، به‌زودی درمی‌یابند که دستکاری‌شان بیش از حد خوب عمل کرده: اسلی کمی باهوش‌تر و تواناتر از کلوزو است، اما به همان اندازه دست‌وپاچلفتی.
در جریان تحقیقات، اسلی با کسانی روبه‌رو می‌شود که نمی‌خواهند کلوزو بازگردد: از جمله خدمتکار سابق بازرس، کاتو، که اکنون «موزه کلوزو» را اداره می‌کند و به اسلی حمله می‌کند؛ دریفوس، که بارها تلاش می‌کند اسلی را بکشد، چنان‌که پیش‌تر سعی در قتل کلوزو داشت؛ و برونو لانگلوا، رئیس مافیا از فیلم قبلی. در نهایت، لانگلوا و افرادش (از جمله آقای چونگ از فیلم انتقام پلنگ صورتی) با اسلی در کوچه‌ای تاریک در شهر والنسیا اسپانیا و در جریان کارناوال روبه‌رو می‌شوند. ژولتا شین، کارمند کنتس مرموز چاندرا، به کمک اسلی می‌آید.
سرانجام، رد اسلی به چشمه آب‌گرمی می‌رسد که توسط کنتس چاندرا اداره می‌شود. در آن‌جا، او با ستاره مشهور سینمای بریتانیا، راجر مور، ملاقات می‌کند. کنتس با دیدن عکسی از بازرس، به اسلی می‌گوید که چند ماه پیش کلوزو نزد او آمده بود ولی نامش را «جینو روسی» معرفی کرده بود (همان دزدی که در فیلم پیشین الماس را ربوده بود و در آغاز همین فیلم هم دیده می‌شود که گوهر را به کنتس می‌فروشد، درست زمانی که کلوزوی واقعی سر می‌رسد).
اسلی نتیجه می‌گیرد (گرچه اشتباه) که کلوزو خود الماس پلنگ صورتی را دزدیده، چهره‌اش را تغییر داده و نام «جینو روسی» را برای خود برگزیده است؛ و این‌که او کارآگاه خوبی بود که به راه بد رفت و برای به‌دست آوردن الماس کشته شد. فرانسوا می‌افزاید که جسد کشف‌شده هویت مشخصی نداشته و پیشنهاد می‌دهد برای اطمینان از هویت واقعی‌اش، نبش قبر انجام شود. ولی دریفوس که می‌خواهد از شر اسلی خلاص شود، این پیشنهاد را رد کرده و می‌گوید جسد از طریق اثر انگشت شناسایی شده و پرونده را رسماً می‌بندد، گرچه روشن است که خود او نیز به این نتیجه باور ندارد. او سپس اسناد یافته‌های اسلی را می‌سوزاند تا آخرین یادگارهای کلوزو را نابود کند. دریفوس با آسودگی خاطر نفس راحتی می‌کشد، گمان می‌کند از شر کلوزو رهایی یافته است — اما کلوزو باز هم آخرین خنده را از آن خود می‌کند: دفتر کار دریفوس آتش می‌گیرد.
در نمایی در دریا، در یک قایق، مشخص می‌شود که سِر چارلز لیتون، الماس پلنگ صورتی را از چاندرا و راجر مور دزدیده است (که پیش‌تر به‌شدت اشاره شده بود که این «راجر مور» واقعی نیست، بلکه خود کلوزوی زنده است که چهره و هویتش را به دلایلی ناشناخته تغییر داده). او می‌گوید که دستکش فانتومش را کم داشته. سپس همراه با همسرش سیمون و خواهرزاده‌شان جورج، جامی به سلامتی می‌نوشند.
در نمای پیش از تیتراژ، پلنگ صورتی کارتونی دیده می‌شود که جواهر پلنگ صورتی را می‌دزدد. ولی به‌دلیل سنگینی آن، از قاب تصویر بیرون می‌افتد و الماس را می‌شکند. کمی بعد، تیتراژ پایانی آغاز می‌شود.

## بازیگران
- تد واس در نقش گروهبان کلیفتون اسلی
- هربرت لام در نقش بازرس کل شارل دریفوس
- دیوید نیون در نقش سِر چارلز لیتن
- رابرت واگنر در نقش جرج لیتن
- کاپوسین در نقش لیدی سیمون لیتن
- رابرت لوجا در نقش برونو لنگلوا
- جوانا لاملی در نقش کنتس چاندرا
- آندری ماران در نقش گروهبان فرانسوا شوالیه
- بارت کووک در نقش کاتو فونگ
- هاروی کورمن در نقش پروفسور آگوست بالز
- لزلی لش در نقش جولتا شین
- اد پارکر در نقش آقای چونگ
- بیل نای در نقش دکتر متخصص گوش، حلق و بینی
- راجر مور (با نام "ترک تراست دوم") در نقش بازرس کلوزو
- لیز اسمیت در نقش مارتا
- مایکل الفیک در نقش رئیس پلیس والنسیا
- هیو فریزر در نقش دکتر استنگ
- جو مورتون در نقش چارلی
- دنیس کرازبی در نقش دنیس، دوست‌دختر برونو
- پیتر آرن در نقش ژنرال بوفونی

## تولید
نفرین پلنگ صورتی نخستین فیلم از مجموعه بود که پیتر سلرز در نقش بازرس کلوزو حضور نداشت. هرچند بلیک ادواردز، کارگردان، توانسته بود در فیلم قبلی رد پای پلنگ صورتی با استفاده از تصاویر بایگانی‌شده، آخرین اجرای سلرز را بازسازی کند، اما تصمیم گرفت نقش کلوزو را به بازیگر دیگری نسپارد و در فیلم نفرین پلنگ صورتی شخصیت‌های دریفوس، کاتو، فرانسوا و پروفسور بالز را نیز بازنشسته کند.
ادواردز قصد داشت گروهبان کلیفتون اسلی از اداره پلیس نیویورک را به‌عنوان شخصیت اصلی جدید معرفی کند. او در گفت‌وگو با لس آنجلس تایمز گفت که مکان داستان تغییر خواهد کرد. نخستین گزینهٔ ادواردز برای این نقش، دادلی مور بود که پیش‌تر مذاکراتی برای ایفای نقش کلوزو داشت، اما پس از موفقیت فیلم آرتور آن را رد کرد. سپس ادواردز بازیگرانی چون روآن اتکینسون و جان ریتر را مد نظر قرار داد، تا اینکه در نهایت پس از دیدن بازی تد واس در مجموعهٔ Soap، او را برای این نقش برگزید.
قرار بود ستوان پالمیرا نقش رئیس خشن اسلی (مانند دریفوس) را ایفا کند و شخصیت چارلی (افسر سیاه‌پوست) جایگزینی برای فرانسوا باشد. مجموعه در این صورت بیشتر به سبک فیلم‌های دانشکده پلیس نزدیک می‌شد تا فیلم‌های کلاسیک پلنگ صورتی. شرکت مترو گلدوین میر خواهان ادامهٔ ارزان‌تر مجموعه بود، اما ادواردز مایل بود آن را به پاسخ کمدی به جیمز باند تبدیل کند. قرار بود تونی آدامز، تهیه‌کنندهٔ همیشگی ادواردز، هر سه سال یک فیلم پلنگ بسازد و از درآمد آن برای پروژه‌های کوچک‌تر استفاده شود، به‌شرط آنکه فیلم موفق باشد. اما شکست تجاری و انتقادی فیلم این برنامه‌ها را متوقف کرد.
این فیلم و رد پا به‌طور همزمان و با بودجهٔ ۱۷ میلیون دلاری ساخته شدند. فیلم‌برداری اصلی از ۱۵ فوریهٔ ۱۹۸۲ در استودیوهای پاین‌وود آغاز و تا ۲ ژوئن همان سال در بروکلین هایتس، نیویورک ادامه یافت. فیلم‌برداری نفرین پلنگ صورتی عمدتاً در نیس، والنسیا و ایبیزا انجام شد. از آنجا که پتی دیویس، دختر رئیس‌جمهور وقت رونالد ریگان، در فیلم بازی می‌کرد، تیم فیلم در والنسیا تحت حفاظت سرویس مخفی ایالات متحده و پلیس ملی اسپانیا قرار داشت. صحنه‌های دیوید نیون، کاپوسین و رابرت واگنر در استودیو ویکتورین نیس فیلم‌برداری شد.
این فیلم آخرین حضور نیون بود و به‌دلیل بیماری‌اش، صدایش در مرحلهٔ پس‌تولید توسط ریچ لیتل دوبله شد. صحنه‌های راجر مور نیز در زمانی که فیلم اختاپوسی را بازی می‌کرد، فیلم‌برداری شد. در عنوان‌بندی با نام «ترک تراست دوم» معرفی شده که اشاره‌ای به برایان فوربز دارد که در فیلم ۱۹۶۴ تیری در تاریکی با عنوان «ترک تراست» معرفی شده بود. داستان روی‌آوردن کلوزو به دنیای خلاف و زندگی با یک کنتس مجرم از فیلمنامهٔ فیلم ناتمام پیتر سلرز برداشت شده بود.
در فیلم ردپای پلنگ صورتی، جوانا لاملی نقش خبرنگار تلویزیونی داشت، اما در این فیلم، نقش مالک یک اسپای سلامتی به نام کنتس چاندرا را ایفا می‌کند. او در زندگی‌نامه‌اش نوشته که صحنهٔ او با مور و واس تنها در یک برداشت بدون تمرین ضبط شد، زیرا ام‌جی‌ام به‌دلیل اختلاف بر سر بودجه و زمان‌بندی، با ادواردز درگیر بود و فیلم‌برداری این صحنه باید آخرین مرحله می‌بود، چرا که مور همزمان مشغول فیلم‌برداری اختاپوسی بود. او گفته: «فیلم نفرین از این بابت بسیار آسیب دید – به‌ویژه در صحنه‌های پایانی مهم.»
تنظیم تازه‌ای از موسیقی تم پلنگ صورتی با استفادهٔ سنگین از سینث‌سایزرها و مطابق با سبک دههٔ ۱۹۸۰ در فیلم به‌کار رفته است. تیتراژ کارتونی ابتدایی و پایانی توسط مارول پروداکشنر ساخته شده‌اند. شعار تبلیغاتی اصلی فیلم این بود: «او منفجر شده، کوبیده شده و با چتر نجات پایین افتاده… این است استقبال از بزرگ‌ترین کارآگاه جهان؟»

## موسیقی
موسیقی فیلم نفرین پلنگ صورتی با ۲۷ سال تأخیر منتشر شد. آلبوم نسخهٔ محدود موسیقی متن در سال ۲۰۱۰ توسط شرکت Quartet Records عرضه شد و شامل ۲۳ قطعهٔ اصلی و پنج قطعهٔ اضافه بود.

## واکنش‌ها
فیلم نفرین پلنگ صورتی با نقدهای منفی گسترده مواجه شد و یک بمب گیشه بود. اجماع کلی منتقدان این بود که تلاش برای ادامهٔ مجموعه بدون حضور سلرز اشتباه بود. هرچند برخی از تماشاگران و منتقدان، حضور راجر مور را نقطهٔ مثبت فیلم دانستند؛ حضوری طنزآمیز که تفاوت زیادی با نقش‌های همیشگی او در قالب قهرمانان شیک و جذاب داشت.
این فیلم و رد پا هر دو با یک میلیون دلار اضافه‌خرج ساخته شدند. فیلم‌برداری در فوریه آغاز شد و تا اکتبر ۱۹۸۲ با عجله وارد مرحلهٔ پس‌تولید شد. رد پا در گیشه موفق نبود، و به همین دلیل، شرکت مترو گلدوین میر اکران نفرین را از بهار ۱۹۸۳ به اوت همان سال موکول کرد و تبلیغی در روزنامه یا تلویزیون برای آن انجام نداد. این موضوع برخلاف قرارداد ادواردز بود، که در واکنش به آن، در سپتامبر ۱۹۸۳ از شرکت برای «خرابکاری عمدی» شکایت ۱۸۰ میلیون دلاری کرد. ام‌جی‌ام نیز از ادواردز بابت هزینه‌تراشی غیرقانونی شکایت کرد. در ادامه، ادواردز برای افترا از ام‌جی‌ام شکایت کرد. در مجموع، دعاوی حقوقی میان طرفین به بیش از یک میلیارد دلار رسید که در سال ۱۹۸۸ به‌صورت خارج از دادگاه حل‌وفصل شدند.
قرارداد ساخت دنباله‌های بیشتر با بازی واس هرگز اجرا نشد، هرچند ادواردز در همان زمان ساخت فیلم پسر پلنگ صورتی را آغاز کرد – اما ام‌جی‌ام علاقه‌ای نداشت. در سال ۱۹۸۹، تلاشی نافرجام برای ساخت یک فیلم تلویزیونی با عنوان پلنگ صورتی جدید انجام شد. گری نلسون این پروژه را کارگردانی کرد و چارلی اشلتر در نقش خبرنگاری ظاهر شد که با پلنگ کارتونی (که این بار حرف می‌زد) همکاری می‌کرد تا جنایات را حل کند. این پروژه، که تقلیدی از راجر ربیت بود، هیچ‌گاه پخش نشد. در نهایت، پسر پلنگ صورتی در سال ۱۹۹۳ با بازی روبرتو بنینی در نقش پسر نامشروع کلوزو اکران شد که همچون نفرین و رد پا در گیشه شکست خورد و حضور ادواردز در مجموعه برای همیشه پایان یافت.
در راتن تومیتوز، فیلم بر اساس ۱۴ نقد امتیاز ۲۹٪ دارد و میانگین امتیاز ۴ از ۱۰ ثبت شده است. در متاکریتیک نیز بر اساس ۸ نقد، امتیاز ۳۱ از ۱۰۰ دریافت کرده که نشان‌دهندهٔ «بازخورد عموماً نامطلوب» است.
شرکت ام‌جی‌ام در سال ۲۰۰۶ مجموعه را با فیلم پرفروش پلنگ صورتی با بازی استیو مارتین در نقش کلوزو احیا کرد. این فیلم در واقع یک باززنده‌سازی بود نه دنباله. مارتین بار دیگر در پلنگ صورتی ۲ نقش کلوزو را ایفا کرد، اما این دنباله به اندازهٔ فیلم اول موفق نبود.